# پرنده‌بال جنوبی
پرنده‌بال جنوبی (نام علمی: Troides minos) از گونه‌هایی است که در سال ۱۷۷۹ میلادی توصیف علمی شدند. این پروانه از خانواده پروانه‌های دم‌چلچله‌ای بومی جنوب هند می‌باشد.

## ویژگی‌ها
پروانه پرنده‌بال جنوبی دارای گستره بال ۱۴ تا ۱۹ سانتی‌متر می‌باشد و بزرگ‌ترین پروانه‌های جنوب هند به‌شمار می‌آید.